# Izeron
Izeron település Franciaországban, Isère megyében. Lakosainak száma 781 fő (2022. január 1.). Izeron Saint-Pierre-de-Chérennes, Saint-Sauveur, Têche, Beaulieu, Cognin-les-Gorges, Malleval-en-Vercors és Rencurel községekkel határos.

## Népesség
A település népességének változása:
| Lakosok száma | 513  | 554  | 570  | 713  | 711  | 701  | 726  | 745  | 751  | 781  |
|               | 1968 | 1982 | 1990 | 2006 | 2013 | 2015 | 2017 | 2019 | 2020 | 2022 |